# Tragia urticifolia
Tragia urticifolia är en törelväxtart som beskrevs av André Michaux. Tragia urticifolia ingår i släktet Tragia och familjen törelväxter. Inga underarter finns listade i Catalogue of Life.